# Шарміцель (Сімак)
«Шарміцель» (англ. Skirmish) — науково-фантастичне оповідання Кліффорда Сімака, вперше опубліковане журналом «Amazing Stories» в грудні 1950 року.

## Сюжет
Одного дня в жовтні 1962 репортер «Геральд» Джо Крейн прийшов на роботу раніше за всіх, оскільки годинники у нього вдома перевелись на 1 годину вперед.
Біля своєї друкарської машинки він виявив металічну істоту подібну на щура без очей.
Він пожбурив в неї банкою клею і вона заперлась у шафі з канцелярським приладдям.
Його друкарська машинка сама набрала текст «Джо, не сунься у цю справу».
Коли почався робочий день, в редакцію подзвонив свідок, який бачив, як по вулиці йшла швейна машина.
А також прийшла телеграма, що в Кембриджі з університету сама зникла ЕОМ «Марк 3».
Друкарська машинка Джо сама надрукувала:
«Одна швейна машина, усвідомивши свою індивідуальність і бажаючи довести власну незалежність, вийшла прогулятися вулицями міста.
Якась людина намагалась піймати її і передати «власнику» неначе якусь власність, але машина втекла.
Ця людина подзвонила в редакцію газети і тим самим спрямувала все людське населення міста на переслідування цієї розкутої машини».
Джо забрав свою друкарську машину додому, щоб дізнатись про неї більше.
Машинка «розповіла», що раса роботів прилетіла здалеку і почала звільняти машини землян. Роботи наділяли машини свідомістю.
Вони вибрали Джо як середню людину і намагаються його дослідити.
Джо припустив, що у роботів є такі варіанти визволення машин на Землі з «рабства»:
1. переселити їх на іншу планету;
2. передати владу на планеті від людей до машин;
3. знищити всіх людей;
4. оцінивши можливі втрати, відмовитись від планів визволення.

В його домі почали з'являтись роботи-прибульці, Джо зрозумів, що вони закінчили його досліджувати і тепер знищать, бо він забагато знає.
Джо бере в руки водопровідну трубу і вирішує «допомогти» роботам продовжити дослідження себе, щоб схилити їх до четвертого варіанту.